# موشی‌شی
موشی‌شی (ژاپنی: 蟲師 هپبورن: MushiShi) یک مجموعه مانگا ماوراء طبیعی ژاپنی نوشته و طراحی شده توسط یوکی اوروشیبارا است، که انتشارات کودانشا آن را در مجله سینن مانگای افترنون از ۱۹۹۹ تا ۲۰۰۲، و در ماهنامه افترنون از دسامبر ۲۰۰۲ تا اوت ۲۰۰۸ منتشر کرده‌است. فصل‌های جداگانه آن توسط کودانشا در ۱۰ جلد تانکوبون جمع‌آوری شده‌اند. داستان مجموعه ماجراجویی مردی به نام گینگو را دنبال می‌کند که خود را وقف محافظت از انسان‌ها در مقابل موجوداتی ماوراء طبیعی تحت عنوان «موشی» می‌کند.
در سال ۲۰۰۵ یک مجموعه تلویزیونی انیمه ۲۶ قسمتی نیز بر پایه نسخه مانگا توسط استودیوی آرتلند دستمایه اقتباس قرار گرفت که اولین بار در ۲۲ اکتبر ۲۰۰۵ از شبکه فوجی تلویژن پخش شده و تا ۱۸ ژوئن ۲۰۰۶ ادامه داشت. همچنین یک فیلم سینمایی به نویسندگی و کارگردانی کاتسوهیرو اوتومو، و نقش‌آفرینی جو اوداگیری در نقش گینکو، در اواخر سال ۲۰۰۶ منتشر شد. پخش فصل دوم انیمه نیز با نام موشی‌شی: فصل بعدی (به ژاپنی: Mushishi: Zoku-Shō, 蟲師 続章) به تعداد بیست قسمت از ۴ آوریل ۲۰۱۴ تا ۲۱ دسامبر ۲۰۱۴ در شبکه توکیو ام‌ایکس پخش شده‌است.
مانگای موشی-شی بسیار مورد تحسین منتقدین و حتی مردم قرار گرفت و در سال ۲۰۰۳ برنده فستیوال هنرهای رسانه‌ای ژاپن و در سال ۲۰۰۶ برنده جایزه مانگای کودانشا شد و عنوان بهترین مانگای سال را به خود اختصاص داد، موشی-شی همچنین در پنجمین مراسم جایزه بهترین انیمه توکیو در سال ۲۰۰۶، به‌همراه مجموعه‌های «اورکا سون» و «بلک جک» برندهٔ جایزه بهترین مجموعهٔ تلویزیونی شد.

## داستان
در دنیای موشی‌شی موجوداتی زندگی می‌کنند که نه گیاه هستند و نه حیوان. آن‌ها همچنین با ساختارهای زنده نیز تفاوت دارند و حتی جزو میکرو ارگانیسم‌ها و قارچ‌ها نیز نیستند. در عوض آن‌ها به شکل اولیه موجود زنده شباهت دارند و به آن‌ها موشی گفته می‌شود که اغلب دارای قدرت‌های فراطبیعی هستند. شکل و شمایل و حتی وجود آن‌ها برای بسیاری نامعلوم است و فقط تعداد اندکی از انسان‌ها توانایی تعامل و دیدن آن‌ها را داشته و از وجود آن‌ها باخبر هستند. یکی از این انسان‌ها شخصی است به نام گینکو (به ژاپنی: ギンコ Ginko). او یک موشی‌شی است که به نقاط مختلف سفر کرده و دربارهٔ موشی‌ها تحقیق می‌کند. او در بین راه به مردمی که موشی‌های فراطبیعی برایشان مشکلاتی به وجود آورده‌اند، کمک می‌کند. داستان موشی-شی در زمانی خیالی بین دوره‌های ادو و میجی روایت می‌شود، که شامل برخی از تکنولوژی‌های قرن نوزدهم است، اما ژاپن هنوز به عنوان یک کشور بسته تصویر می‌شود.

## شخصیت‌های اصلی
گینکو (به ژاپنی: ギンコ Ginko)، شخصیت اصلی داستان با نام واقعی یوکی است. او موشی‌شی است که در سراسر داستان به حل و فصل پرونده‌های مرتبط با موشی‌ها می‌پردازد. او دارای موهایی سفید، پوستی رنگ پریده و چشم راستی سبز رنگ است. او معمولاً برای دفع موشی‌هایی که جذبش می‌شوند از تنباکو موشی استفاده می‌کند. او در کودکی توسط موشی‌شی به نام نوئی که دارای موهایی سفید و چشم راستی سبز بود در جنگل پیدا شد. قبل از حادثه موشی، نام گینکو، یوکی بود و حتی از همان کودکی قادر به دیدن موشی بود. زمانی که او و نوئی در توکویامی گرفتار شدند، نوئی توسط موشی گینکو بلعیده شد و یوکی نیز بوسیلهٔ قربانی کردن چشم چپ و تمام حافظه‌اش، خود را نجات داد. تنها چیزی که بعد از این واقعه به یاد داشت نام «گینکو» بود، و چنین شد که این نام را برای خود انتخاب کرد. صداپیشه نسخه ژاپنی یوتو ناکانو، و نسخهٔ انگلیسی تراویز ویلینگهام است.
نوئی (به ژاپنی: ぬい)، یک موشی‌شی و راوی مجموعه انیمه می‌باشد. او از نظر ظاهری بسیار شبیه به شخصیت اصلی داستان، گینکو است. او در اثر قرارگرفتن در معرض موشی به نام «گینکو»، دارای موهایی به رنگ سفید و تنها چشم چپ می‌باشد (که آن نیز به رنگ سبز تغییر نمود). او زنی قد بلند بود که اغلب کیمونویی سیاه رنگ به تن داشت. از آنجایی که او چشم راست نداشت، آن را بسته نگه می‌داشت.
در یکی از روزها هنگامی که در حال بازگشت از سفر بود، از روستاییان شنید همسر، فرزند و پدر و مادرش در کوهستان ناپدید شدند. در حالی که به جستجوی آن‌ها می‌پرداخت دریافت که آن‌ها در تالاب «توکویامی» (یک نوع موشی خطرناک واحی موشی دیگری به نام گینکو که در سایه‌ها زندگی می‌نمود و تنها در شب‌ها بیرون می‌آمد) وجود دارند. او به محض اینکه دریافت عزیزانش توسط موشی گینکو به توکویامی تبدیل شدند، تصمیم گرفت در نزدیکی برکه زندگی کند و به مطالعه توکویامی و گینکویی که در آن زندگی می‌کند بپردازد. به علت تحقیقاتی که بر روی گینکو انجام می‌داد، مجبور بود به‌طور مداوم در معرض نور قرار گیرد و چنین شد که ظاهرش دستخوش تغییر گردید. در یکی از روزها، او پسری مجروح به نام یوکی را در جنگل پیدا کرد که مادرش را در سانحه‌ای از دست داده بود. او به زخم‌های یوکی رسیدگی کرد و سپس از ماهیت توکویامی برایش شرح داد. نوئی در نهایت با میل و اراده خود را در معرض نور گینکو قرار داد و تبدیل به توکویامی شد. قبل از اینکه نوئی به‌طور کامل محو شود، یوکی دستش را گرفت و او نیز توسط توکویامی بلعیده شد. در داخل توکویامی، روح نوئی، یوکی را راهنمایی کرد و به او گفت برای رهایی از این مکان باید حافظه و یکی از چشمانش را فدای موشی گینکو کند.
آداشینو (به ژاپنی: 化野) دکتری در یکی از روستاهای ساحلی است که گینکو اغلب برای فروش اقلام فراهنجار نزد او می‌رفت.